# Kray Pál
Krajovai és topolyai báró Kray Pál, németesen Paul Freiherr Kray von Krajowa  (Késmárk, 1735. február 12. – Pest, 1804. január 19.) magyar katonatiszt, az osztrák császári hadsereg tisztje, majd tábornoka, 1788-tól) a hétéves és az utolsó török háború, a francia forradalmi háborúk és a napóleoni háborúk hadvezére.

## Származása, ősei
A Kray család a morvaországi Prerau városából származik, az 1630-as években került Késmárkra. Kray Tamás sógora, Klösz Jakab réven 1662-ben kapott nemesi levelet. Kray nagyapja, Jakab a város főbírája lett, majd Rákóczi bizalmas embere, a fejedelem hűséges támogatója. Nagyatyját, Jakobot 1709-ben II. Rákóczi Ferenchez való hűségéért Heister tábornagy lefejeztette. Atyja III. Károly király török háborúiban huszárkapitányként harcolt. Pál a szegénysorsú kapitány tehetséges fiaként született Késmárkon, Szepes vármegyében, 1735. február 12-én. Gróf Csáky Miklós hercegérsek támogatásával Bécsben matematikát tanult, 1753-ban kadét lett a Haller gyalogezredben. Pál atyja, ifj. Kray Jakab visszaszerezte az elveszett családi birtokokat. Mindhárom fiát a császár szolgálatába, katonai pályára adta.

## Pályafutása Mária Terézia és II. József háborúi idején
Egy gyalogezredben harcolta végig Mária Terézia háborúit. Különösen kitűnt Glatz ostrománál, ahol elsőnek hatolt be a porosz várba.1758-ban hadnagy, 1763-ban kapitány a Nádasdy gyalogezredben. 1778-ban őrnaggyá léptették elő. II. József császár uralkodűsa idején, 1782-ben a bártfai út- és hídépítési munkálatok irányításával bízták meg. 1783-ban már alezredesi rangot kapott. a 2. székely gyalogezredben. 1784-ben az 1. oláh gyalogezred vezénylőezredese, az erdélyi Hora-Kloska-féle lázadás leverésében részt vett, neki adták át helyi románok a két elfogott lázadót. 1790-ben vezérőrnagy.1788-89-ben vívott háború alatt sokszorosan kitűnt bátorságával, képességeivel. Ezredével az erdélyi mellékhadszíntéren a Vulkán-szorost (a Zsil-völgyét) a túlerőben lévő törökök támadásaival szemben megvédelmezte, sőt a mai Románia területére is behatolt, ahol Krajovát elfoglalta. Az itt vívott harcokban tanúsított vitéz magatartásáért 1789-ben kapta meg a Mária Terézia-rend lovag-keresztjét a „krajovai” előnévvel. A következő évben tábornokká léptették elő. A harcokban teljesen kimerült, ezért  1791-ben kénytelen volt a tényleges szolgálatból kiválni. Pestre költözött.

## A francia forradalmi és napóleoni háborúk idején
A hadjárat első éve a francia határ mentén osztrák vereséggel zárult. Ekkor a Habsburg birodalmi haderő új vezérének, Koburg tábornoknak és József nádornak felszólítására az 59 éves Kray tábornok ismét kardot kötött az oldalára. 1792. október 24-én gyenge dandárjával kivédte Jourdan francia tábornok 15 000 főnyi seregének támadását. Október 30-án rajtaütéssel foglyul ejtette a franciák 5 zászlóalj, 1 huszárezred és 14 ágyú erejű csapatát. Az 1793. évi hadjáratban kivívott sikereiért 1794-ben Kray tábornok elnyerte a Katonai Mária Terézia-rend parancsnoki keresztjét.
Kitüntette magát a famarsi, wissembourgi, charleroi-i, fleurusi csatákban. Wetzlar-t megvédte Kléber ellen és döntő szerepet játszott Károly főherceg ambergi és würzburgi győzelmében. Az 1796. évi németországi hadjáratban, szeptember 19-én Jourdan seregének utóvédiét Altenkirchennél megverte, ekkor a franciák egyik tábornoka, Marceau súlyos sebesüléssel fogságba esett és itt meg is halt. Holttestét a lovagias Kray tábornok teljes katonai tiszteletadás mellett adta át a francia seregnek, amelynek vezére ezt a következő levélben köszönte meg: „Egész seregemben nagy figyelmet keltett az Ön nagylelkű viselkedése Marceau tábornokkal szemben. Ez, Tábornok úr, Önt és azt a nemzetet tiszteli meg, amelyhez Ön tartozik, s én ezért ezennel kifejezem Önnek elismerésemet”.
1796-ban altábornagy, de  az osztrák fővezér, Werneck tábornok által e hadjáratban elkövetett hibákért Krayt is haditörvényszék elé állították s kétheti fogságra ítélték. Károly főherceg közbelépésére ez a büntetés ugyan elmaradt, de az elkeseredett Kray nyugdíjaztatását kérte. Ezt elutasították s Krayt az olaszországi hadszíntérre helyezték át, hol önálló hadmüveleteket – hadsereg élén – bíztak rá 1798-ban. Veronánál, Mantuánál, Legnago-nál, és Magnanónál legyőzte a franciákat. Ekkor szerezte meg az „Itália megmentője” címet és az itt aratott győzelmei alapján jelölték még a franciák „a rettenetes Kray, a győzelem kedves fia” elnevezéssel.
1800-ban a gyenge egészségi állapota miatt és a bécsi intrikák miatt visszalépett Károly főherceg utódaként a németországi császári hadsereg főparancsnokává nevezték ki. Moreau tábornok hadserege ellen harcolt a Rajnánál. Moreau visszaszorította Kray csapatait, amelyek végül Münchenig hátráltak. Július 15-én a szemben álló felek fegyverszünetet kötöttek, s ezt erőik gyarapítására használták fel.
1801. július 31-én vonult nyugállományba. Pesten, 1804. január 19-én halt meg. A táborszernagy végakaratának megfelelően Báró krajovai és topolyai Kray Pál nagyszabású síremléke a budapesti Belvárosi Plébániatemplomban található. 1888-tól a 67. cs. és kir. gyalogezred az ő nevét viselte.
Az terjedt el ebben az időben róla, hogy ő volt az egyetlen európai hadvezér, aki képes volt legyőzni Bonaparte tábornok seregét. „Semmilyen forrás nem bizonyítja, hogy Kray bármelyik csatában, mint  vezető hadvezér győzte volna le Napóleont”, ezt valószínűleg későbbi diadalai miatt gondolták így.

## Életrajzi elemek
A királyi elismerések alapján 1800-ban a Kray család a magyar arisztokrácia soraiba emelkedett. Pest szabad királyi városban, ahol ugyancsak rendelkezett házzal, 69 éves korában hunyt el. A család bárói ága 1852-ben kihalt, de a Kray Pál nagybátyjától, Jakabtól származó nemesi ágat, Kray István (1850-1932) személyében IV. Károly (1916-1918) 1918-ban bárói rangra emelte, szintén krajovai és topolyai predikátummal. A topolyai uradalom azonban 1913-ban Kray Mária (gróf Zichy Jánosné) halálával a Zichy családra szállt. Szakmai tevékenységének feszültségét szabadidejében ételreceptek gyűjtésének művelésével enyhítette.
Kray Pál számos, kiemelkedően pozitív jellemvonása, kortársai és beosztott katonái körében, de még a harctéren vele szemben álló francia parancsnokok között is népszerűvé tették. Katonai pályafutása során Kray szívén viselte beosztottjainak sorsát.

## Családtagok
Kray Ferenc nyugalmazott őrnagy, Kray egyetlen, őt túlélt fia. Legidősebb gyermeke, Kray Antal főhadnagy 1789-ben hunyt el, Ferenc öccse, János, szintén katonatiszt, a rauzcni ütközetben esett el 1796-ban. A topolyai uradalom új gazdája sem sokkal élte túl apját: 1805-ben a családi birtokon vadászbalesetben halt meg. Kray Pál öccse, Kray Sándor 1817-ben hunvt el Eperjesen.

## Sikerei, díjai
1789-ben elnyerte a Katonai Mária Terézia-rend lovagkeresztjét, majd 1795-ben a parancsnoki keresztet. 1792. augusztus 9-én I. Ferenc király (1792–1835) „krajovai" predikátummal magyar báróságra emelte. 1800-ban, további hadi érdemeiért Kray 100 000 forint elengedése mellett megvásárolhatta a topolyai kamarabirtokot. Ugyanezen év végére az uralkodó a „topolyai" predikátumot adományozta számára.

## Emlékezete
Carrarai márványból faragott életnagyságú szobrát felállították a Hadvezérek csarnokában, a bécsi Hadtörténeti Múzeumban.